# POWER-PASSION
『POWER-PASSION』は、日本のロックバンド、PERSONZがインディーズ時代にリリースした2枚目のミニアルバム。インディーズチャート全国第1位を獲得する。
1992年には1枚目のミニアルバム『Romantic Revolution』と本作（ソノシートを含む）とをカップリングしたCD『Romantic Revolution/POWER-PASSION』がリリースされている。

## 収録曲
| 全作詞: JILL、全作曲・編曲: PERSONZ。 |                                               |       |            |      |
| #                                     | タイトル                                      | 作詞  | 作曲・編曲 | 時間 |
| 1.                                    | 「POWER-PASSION」                             | JILL  | PERSONZ    | 4:39 |
| 2.                                    | 「Hollywood Movie Star」                      | JILL  | PERSONZ    | 4:55 |
| 3.                                    | 「Hold Me Tight」                             | JILL  | PERSONZ    | 4:48 |
| 4.                                    | 「C'mon Tonight」                             | JILL  | PERSONZ    | 5:40 |
| 5.                                    | 「TV-age」(Live Take 1986年12月18日 新宿LOFT) | JILL  | PERSONZ    | 3:36 |
| 合計時間:                             | 合計時間:                                     | 23:38 |            |      |

## 品番
LP: HU-1005